# Бруцеантин

Бруцеантин

Бруцеантин — секотритерпеноїд, виделений з рослини Brucea antidysenterica (Simaroubaceae), який має значну протипухлинну активність.

## Властивості
Кон'югацією із біс(триметилсіліл)ацетамідом за допомогою янтарного ангідриду можна отримати антисироватку до цього кон'югату.

## Виявлення
Визначення бруцеантину здійснюється посередництвом радіоімунного аналізу з використанням {\displaystyle \mathrm {[{}^{3}H]} }-ацетилбруцеантину, отриманого обробкою бруцеантину {\displaystyle \mathrm {[{}^{3}H]} }-ацетангідридом.

## Біологічна активність
Бруцеантин інгібує реакцію подовження пептидилтрансферази, що призводить до зниження синтезу білка й ДНК. Також наділений антиамебною й протималярійною активністю.